# 超人前傳角色列表

第一季的主要角色，从左到右分别是:
玛莎·肯特（安妮特·奥图勒饰）、
乔纳森·肯特（约翰·施奈德饰）、
克拉克·肯特（汤姆·威灵饰）、
拉娜·朗（克莉斯汀·克鲁克饰）、
雷克斯·路瑟（迈克尔·罗森巴姆）、
惠特尼·福特曼（埃里克·约翰逊饰）、
克罗伊·苏利文（爱莉森·麦克饰）、
皮特·罗斯（萨姆·琼斯三世饰）

美国电视连续剧《超人前传》（華視译作《超人首部曲》，河南卫视和山东卫视播出时第一季译作《小超人》、第二季译作《超人》、第三季译作《超人前传》）从2001年至2011年间共播出10季，其中有大量角色出场，同时也有许多后来在好莱坞有名的客串演员。

## 角色出场
以下是剧集十季中至少以主演身份出场一季的角色列表（以在片头演员表中的出现先后为序）：
  = 主演角色（本季片头演员表上有名） 
  = 常设角色（本季出场4集以上）
  = 客串角色（本季出场1～3集）
| 角色          | 演员            | 播放季数        | 播放季数        | 播放季数        | 播放季数        | 播放季数        | 播放季数        | 播放季数        | 播放季数        | 播放季数        | 播放季数        |
| 角色          | 演员            | 1               | 2               | 3               | 4               | 5               | 6               | 7               | 8               | 9               | 10              |
| ------------- | --------------- | --------------- | --------------- | --------------- | --------------- | --------------- | --------------- | --------------- | --------------- | --------------- | --------------- |
| 克拉克·肯特   | 汤姆·威灵       | 主演            | 主演            | 主演            | 主演            | 主演            | 主演            | 主演            | 主演            | 主演            | 主演            |
| 拉娜·朗       | 克莉斯汀·克鲁克 | 主演            | 主演            | 主演            | 主演            | 主演            | 主演            | 主演            | 常設            | Does not appear | Does not appear |
| 莱克斯·卢瑟   | 迈克尔·罗森巴姆 | 主演            | 主演            | 主演            | 主演            | 主演            | 主演            | 主演            | Does not appear | Does not appear | 客串            |
| 惠特尼·福特曼 | 埃里克·约翰逊   | 主演            | 客串            | Does not appear | 客串            | Does not appear | Does not appear | Does not appear | Does not appear | Does not appear | Does not appear |
| 皮特·罗斯     | 萨姆·琼斯三世   | 主演            | 主演            | 主演            | Does not appear | Does not appear | Does not appear | 客串            | Does not appear | Does not appear | Does not appear |
| 克洛伊·苏利文 | 艾莉森·麦克     | 主演            | 主演            | 主演            | 主演            | 主演            | 主演            | 主演            | 主演            | 主演            | 主演            |
| 玛莎·肯特     | 安妮特·奥图勒   | 主演            | 主演            | 主演            | 主演            | 主演            | 主演            | Does not appear | Does not appear | 客串            | 客串            |
| 乔纳森·肯特   | 约翰·施奈德     | 主演            | 主演            | 主演            | 主演            | 主演            | Does not appear | Does not appear | Does not appear | Does not appear | 常設            |
| 莱诺·卢瑟     | 约翰·格洛弗     | 常設            | 主演            | 主演            | 主演            | 主演            | 主演            | 主演            | Does not appear | Does not appear | 常設            |
| 杰森·提格     | 詹森·艾克尔斯   | Does not appear | Does not appear | Does not appear | 主演            | Does not appear | Does not appear | Does not appear | Does not appear | Does not appear | Does not appear |
| 露易丝·莱恩   | 埃莉卡·杜兰斯   | Does not appear | Does not appear | Does not appear | 常設            | 主演            | 主演            | 主演            | 主演            | 主演            | 主演            |
| 吉米·奥尔森   | 艾伦·阿什莫     | Does not appear | Does not appear | Does not appear | Does not appear | Does not appear | 常設            | 主演            | 主演            | Does not appear | 客串*           |
| 卡拉·佐-艾尔  | 劳拉·范德沃特   | Does not appear | Does not appear | Does not appear | Does not appear | Does not appear | Does not appear | 主演            | 客串            | Does not appear | 客串            |
| 泰丝·默瑟     | 卡西迪·弗里曼   | Does not appear | Does not appear | Does not appear | Does not appear | Does not appear | Does not appear | Does not appear | 主演            | 主演            | 主演            |
| 戴维斯·布鲁姆 | 萨姆·威特沃     | Does not appear | Does not appear | Does not appear | Does not appear | Does not appear | Does not appear | Does not appear | 主演            | Does not appear | Does not appear |
| 奥利弗·奎因   | 贾斯汀·哈特雷   | Does not appear | Does not appear | Does not appear | Does not appear | Does not appear | 常設            | 客串            | 主演            | 主演            | 主演            |
| 萨德          | 卡鲁姆·布鲁     | Does not appear | Does not appear | Does not appear | Does not appear | Does not appear | Does not appear | Does not appear | Does not appear | 主演            | 客串            |

 • 艾伦·阿什莫客串的是之前角色的同名弟弟

## 主要人物
- 克拉克·肯特（Clark Kent）——汤姆·威灵（Tom Welling）饰

故事的主人公，来自氪星的天外来客，原名卡-艾尔（Kal-El）。出生后几周仍在襁褓中时，因为母星即将爆炸，被身为科学家的生父乔-艾尔用太空船送往地球，在太空中航行两年后于1989年10月16日伴随氪星碎片造成的陨石雨降落在美国中部堪萨斯州斯莫威尔镇的玉米地内。身为农户的乔纳森和玛莎·肯特夫妇当时驾车路过恰好被陨石的撞击波及翻车，因此领养了幼童卡-艾尔，并按照玛莎的妻家姓氏取名为克拉克。
在第一季初入高中的克拉克，因为超能力随着年龄增强引起父母担忧。在被父母告知自己外星人的身份秘密后，怕招引麻烦不敢参与任何体育活动，面对身边挚友时也不得不隐瞒自己，成长经历比常人更加困难。年轻善良的他对邻家女孩拉娜·朗痴心已久，但因为拉娜时常佩戴一条绿氪石项链，只要靠近就会身体不适，因此只能远观。然而作为一个拥有超能力的青少年，克拉克又不得不匿名与受氪星陨石辐射影响的各种变异怪人战斗，以此来弥补他认为是自己到来引起灾难的遗憾。在第二季，克拉克意外发现了被当地原住民视为圣地的科瓦奇洞穴，并听说了与自己降临地球有关的传奇预言。之后他去纽约遇见了真理协会（Veritas Society）的创始人维吉尔·思旺博士，被告知了故乡星球的信息和自己作为“旅行者”（Traveler）来到地球的宿命。当终于鼓起勇气第一次打开自己来到地球乘坐的宇宙飞船时，克拉克却将生父的遗言翻译成了是被派来征服地球。在克拉克16岁生日那天，他的飞船开始用只有克拉克能听到的声音广播“时日将至”的信息，而乔-艾尔存储在八边形钥匙内的人工智能虚拟体在钥匙被重新装在飞船上后现身，在克拉克拒绝执行“宿命”后实施了体罚。为了摆脱生父的控制，克拉克把莱诺·卢瑟的氪石复制钥匙装在飞船上造成爆炸，所产生的能量波引起了好不容易怀孕的玛莎流产。出于负罪感，克拉克戴上红氪石戒指离家出走，以叛逆青年的身份在大都会渡过了三个月的犯罪生涯，直到乔纳森求助于乔-艾尔暂时并获得超能力后才被带回。然而随着卢瑟父子不断接近揭露他的身世，克拉克挣扎于母星赋予的宿命和对抚养自己的家乡情感之间，间接导致了好友皮特的离开。一年后，克拉克被迫服从乔-艾尔进入异次元受训，数月后返回时记忆全无、性情大变，一心要完成自己征服地球的“宿命”，直到玛莎使用了黑氪石才恢复正常。
之后克拉克成了校橄榄球队的明星四分卫并赢得了大都会大学的奖学金，但是最终因不愿使用不公平优势而放弃。在一系列机缘巧合下，刚刚高中毕业的克拉克收集了全部三颗氪星力量晶石整合为知识晶石，并用其在北极圈建造了水晶孤独堡垒。然而佐德手下和魔神脑的出现带来了新的威胁。同时，克拉克试图告诉拉娜自己的身份秘密，之后她却因为逃离莱克斯·卢瑟逼问而意外身死；当克拉克恳求乔-艾尔逆转时光回去救下拉娜后，却不料父亲乔纳森突发心脏病而无法施救。悲愤中的克拉克因此从大学辍学，开始在大都会行侠仗义打击犯罪来弥补自责，并且邂逅了绿箭侠等人并与之义侠组织合作。因为克拉克当时还没能掌握飞行能力，常常利用超级速度只留下红蓝相间的模糊残影（克拉克通常穿蓝色文化衫和牛仔裤外套红色夹克），因此得到了“红蓝侠影”（The Red-Blue Blur）的外号。然而他和拉娜的感情在莱克斯的破坏下，最终无法终成眷属，两人最终隔别两方。克拉克的损失却在露易丝那里得到了弥补，在被引荐进入《星球日报》工作后，两人逐渐坠入爱河，成为了互相信任的好伴侣。
凭着坚毅的性格和循循诱导的父母、以及好友的信任和帮助，这个地球乡村小镇长大的外星年轻人终于一步步走向成熟，找到了自己的身份认同。在克服了重重考验并打败了一系列超级反派的阴谋后，克拉克最终穿上战衣一飞冲天，推走天启星拯救了世界，成为了后来被众人敬仰的超级英雄，开启了英雄主义的白银时代……
- 拉娜·朗（Lana Lang）——克莉斯汀·克鲁克（Kristin Kreuk）饰

居住在肯特家农场隔壁马场的美丽女孩，曾是高中橄榄球队的拉拉队员，克拉克从小的梦中情人，但两人的恋情总是风浪不息、一波三折，两人的关系一直是一条连续的线索。而青涩少女也渐渐长大，两人的感情却一直在迷惑中度过，许多秘密围绕在身边却无法触及真相。
然而命运却不能成人之美，两人与卢瑟之间的三角感情纠结，注定了克拉克和拉娜无法携手终生……
- 克洛伊·苏利文（Chloe Anne Sullivan）——艾莉森·麦克（Allison Mack）饰

这个角色并非源自原版DC漫画，而是电视剧原创的人物，是本剧一个颇为复杂的突出角色，也是除了克拉克以外唯一全部十季都登场的人物。
克洛伊是在克拉克初中时从大都会搬入斯莫威尔小镇入学的女孩，从八年级开始就和皮特·罗斯一起都是他最亲密的挚友。克洛伊八岁时母亲离家出走（后来透露是因为意外受到陨石辐射产生的心灵控制力失控，怕伤害女儿不得不进入精神病院隔离），而父亲是卢瑟集团在当地建造的化肥厂的经理忙于工作无法照顾女儿，最亲近的家人是并不住在一起的表姐露易丝。克洛伊从小就过着钥匙儿童的生活，但也使她养成了独立个性和对事件真相调查的执着，立志成为明星记者，在高中时期是校刊《斯莫威尔火炬报》（Smallville Torch）的主编，以建立“怪异之墙”（Wall of Weird）收集当地各种因1989年流星雨引起奇闻怪事的新闻剪报而著名。在第四季的高中舞会上，向来对校园情感八卦嗤之以鼻的克洛伊却破天荒的被同学提名并获选为舞会女王。
克洛伊一直暗恋克拉克并曾献出初吻，但因始终得不到克拉克的感情回赠而伤心懊恼，甚至由爱生恨，但在第四季中得知克拉克的秘密后，暗下发誓守口如瓶成为他最倚重的盟友，并也为此付出了许多个人牺牲。在高中毕业后，克洛伊第五季如愿就读大都会大学并在《星球日报》实习，同时引荐表姐露易丝也涉足新闻界，但做为克拉克实际上的灵魂伴侣，因为需要保护他的秘密使得自己处处受制导致事业被牵连，在第七季因为莱克斯的操作而被解雇导致记者生涯终结，不得不受雇于拉娜的“伊西斯基金会”工作的同时秘密帮助奥利弗·奎因的义侠组织提供情报分析工作。在第八季与未婚夫吉米的婚礼上被毁灭日劫持并被魔神脑附身，婚姻破裂加上丧偶后被冷下心的克拉克疏远，为了转移心灵低落，在第九季以“瞭望塔”（Watchtower）的代号正式成为了正义联盟的信息官，并和奥利弗产生爱情成为恋人。在第十季为了救奥利弗将自己作为俘虏交换给了美国国土安全部，用假装吞食氰化物自杀的形式抵抗刑讯，所有身份记录也被抹除（以至于来自未来的超级英雄军团根本就不知道曾经有她这个人存在），之后率领叛变的自杀小队营救了被美国政府偷袭囚困在模拟现实中的正义联盟众人。在第十季末尾与奥利弗结婚后搬离大都会，多年后生有一子。
在《第十一季》的续集漫画中，克洛伊在遭遇监视者后重返瞭望塔协助众英雄解决无限地球危机，在总部被撞毁时因为怀孕身体不适无法逃离险些丧命但被获得了仿生人身体的泰丝所救。危机结束后成功生下一个男孩，产后受史提夫·崔佛的邀请与奥利弗一起加入了超常行动部。
- 露易丝·莱恩（Lois Joanne Lane）——埃莉卡·杜兰斯（Erica Durance）饰

克洛伊的表姐，父亲是美国陆军中将（后升为四星上将），在十岁时母亲过世，家中有一个关系冷漠的亲妹妹露西，反倒和并不住在一起的表妹克洛伊亲密无间（克洛伊甚至不用打招呼就可以借用露易丝的名字做化名发稿）。个性直率大胆但有些任性粗鲁，和克拉克是一对几番周折的欢喜冤家。
在第四季第1集，因为克洛伊疑似被炸死，露易丝在调查时意外发现了表妹留给克拉克求助的视频，于是来到斯莫威尔镇寻找肯特一家，在驾车迷路时意外撞见失忆并且赤身裸体的克拉克从异次元返回坠落在玉米地里。因为露易丝为人大大咧咧，一开始两人相处得很不愉快，但是在克拉克发现克洛伊的墓地是空坟后，两人合作救出了被绑架的克洛伊。随后露易丝因为经常旷课学分不够不能入读大学，不得不留在斯莫威尔多寄读高中一个学期并在《火炬报》帮表妹打杂，与肯特一家人的关系变得亲近，与克拉克也开始萌发感情。在高中毕业后，露易丝如愿进入大都会大学就读，但是呆了不到一年就因为和人赌酒而被开除，只能在寄宿克拉克家里并在小镇的塔龙咖啡厅当服务员打工，后来搬进咖啡厅楼上的单间公寓，并成为乔纳森竞选议员的活动负责人。
第六季克洛伊也搬进公寓一起居住，起先对当记者并不感兴趣的露易丝在表妹的建议下开始涉足新闻业，并且在《星球日报》的竞争对手《大都会调查者报》（Metropolis Inquisitor）工作了一年，并和贵公子奥利弗·奎因有过恋爱关系，之后被《星球日报》的高富帅主编格兰特雇用（其实是格兰特看上了露易丝，想借机追求她）。在克拉克也进入《星球日报》工作后，露易丝常常摆资历架子指挥克拉克打下手，两人也因此发展出刻骨铭心的爱情，但她同时又对出名的“侠影”十分迷恋（但却一直不知道其实就在自己身边）。在工作四年后，露易丝终于获得了自己的办公室。在最终知道克拉克的真正身份后，露易丝也开始努力保护克拉克，并提出了戴眼镜伪装的主意。两人在第十季举行婚礼，但仪式被达克赛德的阴谋打断。克拉克最终拥抱了自己的超级英雄身份，飞起救下空军一号上的露易丝后，推走天启星拯救了世界。
在克拉克正式成为超人七年后，露易丝和克拉克两人也在终于完成了爱情长跑，重新踏入了婚姻的殿堂。
- 皮特·罗斯（Pete Ross）——萨姆·琼斯三世（Sam Jones III）饰

克拉克从童年开始最要好的朋友，也是克洛伊八年级搬到斯莫威尔小镇后结交的第一个好友。在高中时《火炬报》的体育记者，私下暗恋克洛伊，但因为知道她喜欢的是克拉克，因此一直压抑自己的情感，扮演着克拉克身影下的死党。
在第二季，皮特驾车路过玉米地救了一个翻车的农夫，意外发现了克拉克小时候的宇宙飞船，也因此成为了肯特夫妇外第一个得知克拉克秘密的人。他一开始无法接受克拉克对自己隐瞒真相，但是后来释然后竭尽全力为他保守秘密，甚至对克洛伊也守口如瓶。后来因为卢瑟家对克拉克的调查，皮特被绑架逼供险些丧命，加上父母离异，无法继续承受为克拉克身世保密的压力，在第三季结尾随着母亲搬离小镇前往威奇托居住。
在第七季，皮特作为一体共和乐队的随行人员顺便回到小镇和克拉克重逢，并来到大都会看望克洛伊。他依仗混有绿氪石的口香糖暂时获得了拉长身体的超能力，并想用此向莱克斯复仇，但因为超能力消退反被逮住刑逼。在被克拉克营救后他意识到了自己冲动的错，在祝福克拉克和克洛伊后道别离开。
- 乔纳森·肯特（Jonathan Kent）——约翰·施奈德（John Schneider）饰

克拉克的养父，是一个传统的堪萨斯农夫。在收养了克拉克后尽一切努力来保护他，并用自己的朴素价值观影响着儿子。因为领养克拉克时曾求助于莱诺·卢瑟后被敲诈，因此对卢瑟一家很是敌视，对莱克斯善意示好常常冷脸回绝。
在第三季，因为克拉克携带红氪石离家出走，乔纳森不得不求助于乔-艾尔的人工智能，成为宿体被暂时赋予超能力，但导致自己健康受损留下了心力衰竭的病根，后来冠心病发作。在第四季初克拉克失踪后，乔纳森因为意识被乔-艾尔压制足足昏迷了三个月，知道玛莎用黑氪石将克拉克体内的“卡-艾尔”人格驱除后，乔纳森才解脱压制恢复了神志。
在第五季，好友因遭受政治丑闻被迫退出连任，鼓励乔纳森顶替参选堪萨斯州参议院，最终成功打败莱克斯被竞选成为州参议员，但不幸没能活着就任。他在第五季第12集因为担心克拉克的秘密暴露而与莱诺发生肢体冲突，（如同1978年的电影《超人》中那样）因为心脏病爆发病逝。死后被乔-艾尔保存了意识记忆，偶尔以灵魂形式出现开导儿子的烦恼。
- 玛莎·肯特（Martha Kent）——安妮特·奥图勒（Annette O'Toole）饰

克拉克的养母，本来是大都会大律师威廉·克拉克的千金，但为了爱情与父亲决裂下嫁给乔纳森，在斯莫威尔小镇当了一名农妇。因自己患有不孕症，所以和乔纳森在陨石雨后发现婴儿卡-艾尔时非常高兴，对他视如己出，并用自己的妻家姓氏命名“克拉克”，对养子的童年伙伴也十分关照（克洛伊曾形容玛莎就如同是她的第二个母亲）。为缓解家中的财政危机（因为克拉克的冒险经常导致农场设施被损坏），玛莎曾受聘于盲眼的莱诺·卢瑟做私人助理，但在发现莱诺正试图调查克拉克秘密后辞职，同时顺手将克拉克飞船遗失的氪星八边形“钥匙”偷回。当氪星钥匙被放回飞船后，飞船释放的光束不但让重病的玛莎痊愈，还治好了她的不孕症，但是她后来因为被克拉克冒险摧毁飞船导致的能量波意外波及而流产。
乔纳森心脏出问题后，玛莎为了支撑家业出任了塔龙咖啡馆的经理，并且雇用了露易丝做服务员，曾被法恩教授毒害险些丧命。在堪萨斯州参议院的选举日，乔纳森成功战胜莱克斯·卢瑟当选，但随即却因突发心脏病不治身亡。在丈夫病逝后，玛莎最终在儿子的鼓励下走出低谷，继承乔纳森的席位成为州参议员，得到了包括莱诺和奥利弗·奎因等人的政治支持，并且结识了著名记者佩里·怀特成为恋人。在晋升进入联邦参议院后，玛莎搬去华盛顿居住，同时暗地操纵手中权力以“红色女王”（Red Queen）的匿名保护克拉克的秘密，并送给儿子一套特制的超人战衣。她曾因公开反对国土安全部推行《义侠注册法》（Vigilante Registration Act）与露易丝的将军父亲针锋相对，在公开集会时还险些遭到暗杀，之后帮助克拉克把康纳·肯特接到华盛顿照管。
（PS：安妮特·奥图勒也是电影《超人III》中拉娜·朗的扮演者。她和佩里的演员迈克尔·麦基恩在现实生活中是夫妻）
- 莱诺·卢瑟（Lionel Luthor）——约翰·格洛弗（John Glover）饰

莱克斯和泰丝的亿万富翁父亲，卢瑟集团（LuthorCorp）的创始人和铁血总裁，同时也是真理协会的创始人之一。莱诺并非源自原版漫画中的人物，而是剧集原创人物，但在故事中的份量非常重要。
莱诺在剧中有很多不同的面目，他先是意图挖掘克拉克身世秘密的可怕敌人，后来变为了乔·艾尔附身的使者，并从第五季开始痛改前非极力保护克拉克的秘密。但是其亲生子莱克斯认为他不过是隐藏了真实的自己，并在第七季谋杀了父亲。
- 奥利弗·奎因（Oliver Jonas Queen）——贾斯汀·哈特雷（Justin Hartley）饰

星城大财团奎因工业（Queen Industries）的总裁，正义联盟的创始人之一。在第六季初、第七季第11集登场，第八～十季成为剧集主要角色。
奥利弗是奎因集团创始人罗伯特·奎因的独生子，父母在他上小学的时候在飞往韩国的公务途中意外失踪（其实是被莱诺·卢瑟谋害死亡）。奥利弗在寄宿学校时是莱克斯·卢瑟的高中同学并曾经常欺凌他，但因为间接导致一个同学车祸，出于罪责感决定痛改前非。高中毕业后，奥利弗推迟进入常青藤，转而驾驶游艇出游，结果被船长勾结海盗袭击，被困在一个太平洋海岛上长达两年之久。这期间他从土著那里学会用弓箭打猎，并且邂逅了前女友泰丝·默瑟，还发现了父母坠机的残骸。在最终设法逃离返回星城后，奥利弗继承家业成为亿万富翁，明面上是一个著名的花花公子，但暗地里加入过一个凯尔特箭客邪教，之后用“绿箭侠”（Green Arrow）的匿名英雄身份在星城打击犯罪。
在“黑暗星期四”事件发生后，奥利弗怀疑罪魁祸首是莱克斯，于是以商务名义来到大都会，并和露易丝热恋一段时间。之后奥利弗利用前女友泰丝的关系收购了卢瑟集团的控股权，但在董事会上被玩具人的炸弹重伤，康复后制服了玩具人并且炸死了莱克斯。在击败毁灭日后，奥利弗因为无法避免好友吉米之死陷入自责，抛弃了英雄身份并开始声色犬马自暴自弃，直到克洛伊施计刺激才重燃斗志。之后他和克洛伊开始秘密恋爱，两人感情越来越深。在克洛伊突然失踪后，奥利弗为了寻找她公开了自己绿箭侠的身份，成了公众名人。当正义联盟众人在鹰侠葬礼上被美国政府偷袭俘获后，思想被困在模拟空间内的奥利弗与前来营救的克洛伊重逢，并且因为完全信任她成为第一个脱困的人。两人最终在第十季结婚并搬回星城，后育有一子。
- 泰丝·默瑟（Tess Mercer）——卡西迪·弗里曼（Cassidy Freeman）饰

莱克斯的异母妹妹，原名露泰莎·莉娜·卢瑟（Lutessa Lena Luthor），是莱克斯·卢瑟的私人助理、门徒和失散多年的异母妹妹。角色设定主要来自于原版DC漫画中的莉娜·卢瑟，在剧中的发展也和漫画一样与哥哥莱克斯完全相反——莱克斯是由善转恶，泰丝是弃暗投明。“泰丝·默瑟”的名字其实是漫画中莱克斯的两个女性助理伊芙·泰斯马克（Eve Teschmacher）和默茜·格雷夫斯（Mercy Graves）的结合，剧中也融合了这两个漫画角色的一部分设定。
泰丝是莱诺·卢瑟和莱克斯的保姆帕米拉·詹金斯（Pamela Jenkins）私通后所生的私生女，从小被匿名寄养在孤儿院，被达克赛德的手下抹去了记忆，然后被路易西安纳州的一对夫妇领养但被虐待，最后靠着自学15岁就进入哈佛，17岁毕业成为海洋生物学家。在一次研究旅行中，泰丝被毒贩绑架困在海岛上，期间救了遭遇海难被困误食毒草中毒的奥利弗·奎因，两人合作出逃并成为恋人，但不久后泰丝就发现奥利弗和一个女服务员有外遇，两人不欢而散。多年后，泰丝进入卢瑟集团的研究所工作并成为莱克斯的门徒，但仅一个月后就被美国政府麾下的秘密机构“将棋会”的阿曼达·沃勒雇用成为“白马”内线，但是莱克斯也秘密在她视觉神经内植入了一个纳米信号器。在第七季，泰丝帮助莱克斯劫持了拉娜。
在第八季莱克斯失踪后，泰丝接管了卢瑟集团的所有业务，并且秘密雇用变异人组建了一支负责调查外星人的特种团队。当奥利弗再次中毒时，泰丝虽仍然怀恨但最终施以援手，不过拒绝了他复合的要求。在被告知莱克斯在她体内安装了窃听系统后，泰丝倒戈并帮助奥利弗购股控制了卢瑟集团。在试图独自找到打败外星威胁的过程中，泰丝反而被萨德将军蛊惑利用，结果将坎多人军队引到地球。她起先与萨德结成同盟，但后来因为反水遭到识破而被烧死。然而因为莱克斯之前研发的纳米克隆技术，泰丝在第十季得以复活后弃暗投明帮助克拉克等人，并在克洛伊失踪后接管了“瞭望塔”的身份。在第十季结尾，泰丝被复活的哥哥莱克斯用刀杀死，但是临死前使用神经毒素让莱克斯丧失记忆，保护了克拉克的身份秘密。
在剧集的第十一季漫画续作中，泰丝的灵魂被以人工智能的形态复活并被赋予了仿生人躯体，代号“红色旋风”。
- 吉米·奥尔森（Jimmy Olsen）——艾伦·阿什莫（Aaron Ashmore）饰

克洛伊在高中二年级在《星球日报》当实习生时遇到的同龄高中生，两人曾迸出火花热恋一时并偷尝禁果（虽然克洛伊事后感到后悔，因为当时她刚刚和克拉克分手，而且以为会永远搬离小镇再不会相见）。四年后吉米在《星球日报》受聘成为摄影记者后与克洛伊重逢，想要重启恋情，但是因为克洛伊想要保守克拉克的身世和自己也有陨石超能力的秘密，两人感情变得坎坎坷坷曾多次分手，特别是当吉米和克拉克的表姐卡拉有一段萍水相恋的时候。吉米虽然很是嫉妒她对克拉克的关怀，但始终放不下克洛伊，最终在第七季终向她求婚。然而两人的婚礼被毁灭日袭击，吉米被重伤险些丧命，康复后因为克洛伊窝藏并维护一个叫戴维斯的男子，吉米和她的感情破裂并提出离婚。然而在吉米发现克拉克的秘密后，他终于理解了克洛伊的举动并提出复合，但是被出于嫉妒的戴维斯（毁灭日的肉身）偷袭导致致命伤。吉米拼命保护克洛伊并杀死了戴维斯，在临死前告诉克洛伊自己永远爱她。
吉米死后，他的名字被透露其实叫“亨利·詹姆斯·奥尔森”（Henry James Olsen），平时使用的“吉米”其实是中间名的昵称而并非本名，这个人物其实是剧集原创的。在葬礼结束后，克洛伊将他的遗物照相机托付给了他幼年的弟弟詹姆斯·巴塞洛缪·奥尔森（也昵称“吉米”，是超人正版漫画中的人物）。九年后，他的弟弟长大成人并继承了哥哥的遗志也成了摄影记者，在剧终最后一集出场，是露易丝和克拉克的同事。
- 卡拉·佐-艾尔（Kara Zor-El）——劳拉·范德沃特（Laura Vandervoort）饰

卡-艾尔（克拉克）的堂姐，艾尔家族除了他以外的唯一幸存者。在第七季从第1集开始共13集、第八季第8集、第九季第3集和第20集登场。
卡拉是乔-艾尔的弟弟佐-艾尔的女儿，其实比克拉克大十多岁，在氪星被毁前三年曾跟着伯母莱拉访问过地球。她曾两次发现迷信太阳神拉奥预言的父亲的阴谋，但每次都被发现后抹去记忆。氪星被毁后卡拉出逃的飞船到达地球，但却坠落在斯莫威尔小镇附近的水库内，因此被困在人工休眠中长达18年。
在第七季初，因为克拉克和比扎罗的打斗摧毁了水库的水坝，使得飞船重见天日，卡拉也从长眠中苏醒并顺手救了莱克斯的命。随后卡拉来到小镇寻找自己的“婴儿堂弟”，意外撞见了已经成人的克拉克，两人还发生打斗——不像克拉克那样，卡拉一开始就会飞翔。之后克拉克找到卡拉并且解释了自己的身份，她才意识到自己长眠多年而且氪星也已不复存在，因此开始用“克拉克堂妹卡拉·肯特”的身份试图融入地球社会，并赢得当地“甜玉米小姐”的选美桂冠。在她的飞船被美国政府特工偷走后因为被强行开舱而启动自毁程序发生核爆，卡拉挺身而出吸收了爆炸所有能量避免了伤害，但是飞船消失后其搭载的蓝晶石也不翼而飞。在卢瑟豪宅搜查蓝晶石下落时，卡拉被美国国土安全部的卡特特工用陨石手铐擒住并被用做实验，其间恢复了部分自己被父亲抹除的记忆，随后被克拉克所救。当克拉克被佐-艾尔在蓝晶石中预设的程序利用导致自己能力丧失后，卡拉试图和父亲的克隆体打斗险些被掐死。在克拉克终于摧毁了蓝晶石后，卡拉再次丧失记忆并被瞬间转移到了底特律，只能在当地用“琳达”的名字做女服务员。然而莱克斯找到了卡拉并想利用她解开克拉克的秘密，但克洛伊和拉娜将她劫出后送到孤独堡垒恢复正常，并返回救了克拉克。然而随后卡拉被魔神脑所骗离开地球穿越到过去，虽然识破了魔神脑的阴谋但被囚禁在幻影区内。在第八季，克拉克进入幻影区试图拯救卡拉但也被困住，还导致佐德妻子菲奥拉逃出并把露易丝附身，直到克洛伊和奥利弗冒险启动了知识晶石才将两人救出。之后卡拉决定去寻找传说中幸存的氪星城市坎多，独身离开地球。
两年后（第十季），一无所获的卡拉回到地球并以女超人的形象公开出现在大众眼前，与克拉克重逢后决定一起调查“黑暗面”的威胁，并且击败了附身于激进保守派电台主持人身上的黑暗力量。之后卡拉戴上军团指环再次离开，穿越时空前往31世纪。
（PS：卡拉的演员劳拉·范德沃特后来在绿箭宇宙电视剧《女超人》中客串了又名“靛蓝”的魔神脑八世）

## 主要反派
- 莱克斯·卢瑟（Lex Luthor）——迈克尔·罗森巴姆（Michael Rosenbaum）饰

全名为亚历山大·约瑟夫·卢瑟（Alexander Joseph Luthor），卢瑟集团的继承人，是一个从小缺乏父爱、在亿万富翁父亲“个人品牌教育”的阴影下长大的富家子弟，因为家世声名和年少秃头的拖累使其一生孤僻。在意外车祸被克拉克救起后渴望其成为自己最好的朋友。但命运弄人，因为与父亲的恩仇和对克拉克的纠结执着，使二人从莫逆之交转为反目成仇，莱克斯的邪恶化并变成超人终生死敌的过程是遍及整部连续剧的主线。
- 魔神脑（Brainiac），化名米尔顿·法恩（Milton Fine）——詹姆斯·马斯特斯（James Marsters）饰

氪星上的纳米超级人工智能，原名“大脑互动构建体”（Brain InterActive Construct），氪星毁灭的元凶之一。
- 比扎罗（Bizarro）——汤姆·威灵饰

一个被乔-艾尔和火星猎人囚禁在幽灵区的危险鬼魂，因为克拉克的缘故得以逃脱后来到地球，专门附身凡人作为载体。在盗取了克拉克的DNA后成为了与克拉克特性相反的克隆体——绿氪石会使其强大、黄太阳的日光则将其削弱并原形毕露。
- 佐-艾尔（Zor-El）——克里斯托弗·赫耶达尔（Christopher Heyerdahl）饰

乔-艾尔的邪恶弟弟，克拉克的叔叔，氪星毁灭的元凶之一。氪星爆炸时丧生，其克隆体在第七季第6集、第8集复活出场。
- 毁灭日（Doomsday），化名戴维斯·布鲁姆（Davis Bloome）——萨姆·威特沃（Sam Witwer）饰，变身状态由达里奥·德拉西奥（Dario Delacio）饰

萨德将军用自己和妻子菲奥拉的血融合了氪星上最凶残生物的基因创造出来的后代。
- 萨德（Zod）——卡鲁姆·布鲁（Callum Blue）饰

氪星上的军阀，曾是乔-艾尔的好友，氪星毁灭的元凶之一。因为被乔-艾尔剥夺了肉体流放到幽灵区，灵魂反而躲过了氪星爆炸幸存，之后在魔神脑的操作下曾暂时逃离幽灵区并附身于莱克斯·卢瑟身上。后来在泰丝·默瑟擅自启动了氪星魔球后，一个由萨德DNA复制的克隆体被复活并试图重建坎多军队征服地球，在与克拉克决战后被送到新行星上，并被觉醒后的坎多人流放到了幽灵区内与原版的萨德灵魂合为一体。
- 温斯洛·斯科特（Winslow Schott），外号“玩具人”（Toyman）——克里斯·高瑟（Chris Gauthier）饰

- 约翰·柯本（John Corben），外号“金属人”（Metallo）——布莱恩·奥斯汀·格林（Brian Austin Green）饰

- 克拉克·卢瑟（Clark Luthor），外号“魔超人”（Ultraman）——汤姆·威灵饰

克拉克的异次元另我，来自于多元宇宙的平行世界——二号地球（Earth-2），是婴儿卡-艾尔降临地球后没有被肯特夫妇剪刀而是被富豪莱诺·卢瑟领养后的产物。
- 达克赛德（Darkseid）

来自于毁灭星球天启星（Apokolips）的黑暗霸主。

## 其他DC漫画人物

### 正义联盟
这部剧里的正义联盟（Justice League，虽然剧中从来就没有直接提起这个名字）对应的是白银时代的版本，是一支由奥利弗·奎因组建的匿名打击犯罪的义侠组织，主要由变种人超级英雄组成。除了后来成为超人的克拉克·肯特外，剧中登场的主要成员有：
- 巴特·艾伦（Bart Allen），外号“脉冲”（Impulse）——凯尔·加纳（Kyle Gallner）饰

在DC漫画中是第四代闪电侠、第二代闪电小子，第二代闪电侠巴里·艾伦来自未来的孙子。第四季第5集、第六季第11集、第八季第22集登场。
巴特最初是个利用自己的超级速度到处肆无忌惮行窃的不良少年，曾偷走乔纳森的钱包和信用卡。在遇到克拉克后，因为两人都有超能力所以心心相惜成为好友，对克洛伊也很依恋。克拉克救他一命后，巴特离开大都会，之后遇到奥利弗并被招募到他的义侠组织中，在第六季潜入卢瑟集团试图盗取机密时受困，再次被克拉克救出。在第八季初克拉克失踪后，巴特曾和钢骨一起找遍了整个南半球。之后巴特和奥利弗、黛娜以及超级英雄军团一起帮助克拉克将毁灭日埋封于地下。
- 亚瑟·库瑞（Arthur Curry），外号“水行侠”（Aquaman）——阿伦·瑞奇森（Alan Ritchson）饰

亚特兰蒂斯王子，原名奥林（Orin），未来的七海之王、湄拉的丈夫。在第五季第4集登场、第六季第11集、第八季第1集、第十季第11集登场。
最初以迈阿密大学海洋生物系一个昵称“AC”的学生身份露面，曾是大学的游泳冠军，但是因为试图强行释放研究所的八条海豚而辍学。后来亚瑟出现在斯莫威尔小镇附近的一个火山湖景点做救生员，并救了跳水意外撞击头部失去知觉的露易丝的命，两人还生出短暂恋情。但是他真正的目的是破坏卢瑟集团的“利维坦”（Leviathan）声波武器研发项目，在独自行动时中伏被莱克斯俘虏后被克拉克所救，曾提出和克拉克组队“JLA”救助世人。之后亚瑟在日本被奥利弗所救（据说是多亏奥利弗他才没“变成上千瓶金枪鱼罐头”）后加入了奥利弗组建的义侠团体，开始对抗莱克斯的拿变种人做秘密实验的“33.1层”部门。在第八季初克拉克失踪后，亚瑟曾和奥利弗和黛娜一起突袭了卢瑟集团在北极圈的基地，但之后被卢瑟集团追踪俘虏关押在蒙大拿州的秘密研究所，获救后为了安全起见开始分头独立行动。在第十季，与妻子一起合作破坏美国政府伪装成钻井关押义侠和超能力人的海上监狱时被史莱德·威尔森将军俘虏，后被露易丝、湄拉和正义联盟合作救出。
- 维克多·斯通（Victor Stone），外号“钢骨”（Cyborg）——李·汤普森·杨（Lee Thompson Young）饰

第五季第15集、第六季第11集、第九季第22集登场。
维克多原是大都会中学橄榄球队的明星外接手，后来全家在车祸中遇难，他被卢瑟集团作为实验品全身义肢化成为改造人，是唯一成功存活的样本。后来他在一个同情他遭遇的科学家帮助下逃出，但是意外被拉娜·朗驾车撞到。在拉娜的请求下克拉克答应帮助维克多，但维克多被卢瑟的人马开枪击伤导致电池液泄漏，后来一时冲动去寻找深爱的女友被埋伏抓获，但被克拉克赶到救出。几月后女友因为接受不了而分手，维克多在失落中被奥利弗救济招募并得到了奎因工业的技术升级，负责破解卢瑟集团的保安系统和数据库。之后在应对坎多人入侵时，维克多主张先发制人，但是被克拉克力排众议否决。
- 尚恩·琼兹（J'onn J'onzz），外号“火星猎人”（Martian Manhunter）——菲尔·莫里斯（Phil Morris）饰

来自火星的超能力外星人，克拉克的秘密监护人。第六季第8集、第12集和第22集、第七季第1集和第4集、第八季第1集、第6集和第12集、第九季第11集、第12集、第17集和第20集登场。
尚恩是绿火星人，是火星大内战后整个星球的唯一幸存者（之一，后来发现还有一个幸存的白火星人），与克拉克的生父乔-艾尔结交后成为好友，曾是星际赏金猎人帮助抓捕28星系的各类罪犯并囚禁于幻影区内。在氪星毁灭前尚恩被乔-艾尔托孤，随即迁往地球并变成人形，暗中保护被肯特夫妇领养的年幼婴儿卡-艾尔（克拉克）。在第六季当克拉克几次遇险时，尚恩都突然现身相救，并且留下奥利奥饼干作为提示，但是随后在试图抓捕比扎罗时身受重伤。在第七季伤好后的尚恩协助克拉克将比扎罗囚禁在火星的阳面，但是被比扎罗随后逃出。当克拉克的表姐卡拉出现后，尚恩因为卡拉的邪恶父亲的原因并不信任她并且施加威胁。在第八季为了救失去力量的克拉克的命，尚恩将他带到太空接受日照，却也因此丧失了自己的超能力（火星人的弱点是黄矮星的照射和接触火焰）。失去力量后，尚恩以“约翰·琼斯”（John Jones）的化名加入大都会警察局成为一名侦探，配合正义联盟打击犯罪，曾被腐败警官开枪击伤。在第九季，尚恩被命运博士恢复超能力，并在应对坎多人入侵时支持克拉克和解的策略。
- 黛娜·兰斯（Dinah Lance），外号“黑金丝雀”（Black Canary）——阿莱娜·霍夫曼（Alaina Huffman）饰

第二代黑金丝雀。第七季第11集、第八季第1集和第22集、第九季第22集、第十季第11集和第12集登场。
初代黑金丝雀黛娜·德雷克的女儿，和母亲一样能够使用超声吼叫攻击敌人。平常的打扮是黑长直的假发，身份是《星球日报》的保守派谈话节目主持人，与思想偏自由派的露易丝时有摩擦。在第七季被莱克斯利用去监视并追捕绿箭侠等人，曾在《星球日报》大厅内用飞刀袭击克洛伊抢夺数据光盘，并且识破了奥利弗的真实身份后将他劫持，在开始怀疑莱克斯的动机后被枪击，但被克拉克所救。随后，黛娜被奥利弗说服并招募进入他的义侠组织，两人还断断续续产生恋情（在DC漫画中黛娜与奥利弗就是恋人关系并结婚，但后来离异）并常常通过电邮调情。在第八季，黛娜协同奥利弗和亚瑟在北极圈寻找失踪的克拉克，并一起袭击了卢瑟集团的基地，但随后被追踪俘虏关押在蒙大拿州的秘密研究所，获救后为了安全起见开始分头独立行动，之后和奥利弗和巴特以及超级英雄军团一起帮助克拉克将毁灭日埋封于地下。在第九季应对坎多人入侵时，黛娜先是有所疑虑，但是最终支持克拉克和解的策略。在第十季，在参加鹰侠葬礼后，正义联盟诸人都被美国国土安全部伏击抓获并囚困在模拟现实中，黛娜因为不信任前来营救的克洛伊，和后者的虚拟化身大打出手后才被说服并获得解困，随后与自杀小队一起加入战斗击败了美国政府特工。
- 埃米尔·哈密尔顿（Emil Hamilton）——亚历桑德罗·朱利安尼（Alessandro Juliani）饰

大都会总医院的兼职医生，实际上受雇于奎因工业，并且替正义联盟提供生物医学方面的协助。第八季第12集登场。
埃米尔是奥利弗手下最信任的医生之一，曾经负责救助失去了超能力后被枪击重伤的尚恩·琼兹，并帮助克洛伊研究如何解决戴维斯·布鲁姆的变身威胁。在第九季初奥利弗陷入抑郁醉生梦死的时期，正义联盟来自奎因工业的技术支持主要由埃米尔帮助提供，还曾给克拉克提供了一枚电磁脉冲手榴弹来制服暴走的金属人。当僵尸病毒在大都市爆发时，埃米尔帮助克洛伊提取了克拉克的血清，并用飞机空投喷洒研制出的解毒剂拯救了整座城市。在第十季，埃米尔和泰丝·默瑟在酒醉后发生恋情。他还帮助露易丝修复了镜像盒将穿越到多元宇宙的克拉克救回。
- 扎坦娜·扎塔拉（Zatanna Zatara）——赛琳达·斯旺（Serinda Swan）饰

神秘的女魔术师。第八季第17集、第九季第12集登场。
扎坦娜是世界上最伟大魔术师约翰·扎塔拉（John Zatara）的独生女，因为父亲为救自己而亡故，出于自责一心要牺牲自己性命施法将父亲复活，但父亲遗留的祖传魔法书被人拍卖给了莱克斯·卢瑟。在寻找魔法书的过程中，扎坦娜受雇在克洛伊的生日聚会上表演，施法将克洛伊变成了露易丝的模样（原因是克洛伊当时流年不顺，羡慕露易丝风生水起的人生，因此暗自许愿向往成为露易丝），并且让克拉克遗忘了自己的超能力（原因是克拉克因疲于繁忙愿望自己能忘却一切当个凡人）。之后奥利弗从卢瑟集团偷走魔法书，打算交给扎坦娜时发现了她的真正意图后拒绝交书，被她用铁链绑在柱子上将书抢走。最终，克拉克恢复记忆后来到《星球日报》楼顶说服正在作法的扎塔娜，她也意识到了父亲的意愿，之后向奥利弗道歉并提出如果需要帮助抗衡魔法随时可以来找她。在第九季，扎塔娜帮助克拉克解除了一个受被施法的漫画书影响变成超级反派的男孩的威胁。在第十季，扎塔娜在克拉克和露易丝订婚的单身派对上送了一瓶施了法的香槟酒，导致众人狂欢一夜后全部失去了前一晚的记忆，闹出很多笑话。
在剧集第十季第18集登场、但尚未加入正义联盟的超级英雄：
- 迈克尔·琼·卡特（Michael Jon Carter），外号“金色先锋”（Booster Gold）——艾瑞克·马特索夫（Eric Martsolf）饰

- 海梅·雷耶斯（Jaime Reyes），外号“蓝甲虫”（Blue Beetle）——贾伦·勃兰特·巴特利特（Jaren Brandt Bartlett）饰

并未在剧中出场、但在第十季第15集被克洛伊·苏利文间接提起的超级英雄：
- 蝙蝠侠：“一个有高科技玩具的亿万富翁”（a billionnaire with high-tech toys）
- 神奇女侠：“一个会让你（指克拉克）大吃一惊的神奇女人”（a wondrous woman who's gonna throw you for a loop）

在剧集结束后由DC漫画发行的《第十一季》和衍生的短篇系列漫画续集中，蝙蝠侠、神奇女侠、绿灯侠、闪电侠、金色先锋、蓝甲虫、蝙蝠女孩（漫画里用夜翼头衔）、少年泰坦等人纷纷正式登场并加入了正义联盟，同时剧集中死去的泰丝·默瑟也通过人工智能技术复活并且获得仿生人身体变成了第二代红色旋风。史提夫·崔佛也在漫画中登场并最终执掌了正义联盟的盟军——超常行动部（Department of Extranormal Operations，简称DEO）。

### 美国正义会社
除了正义联盟意外，还有第九季第11集出场的黄金时代美国正义会社成员：
- 鹰侠（Hawkman），原名卡特·哈尔（Carter Hall）——迈克尔·山克斯（Michael Shanks）饰
- 逐星女（Stargirl），原名康特尼·怀特莫（Courtney Whitmore）——布里特妮·厄文（Britt Irvin）饰
- 命运博士（Doctor Fate），原名肯特·尼尔森（Kent Nelson）——布伦特·斯泰特（Brent Stait）饰
- 闪星小子（Star-Spangled Kid），原名希尔维斯特·彭勃顿（Sylvester Pemberton）——吉姆·谢尔德（Jim Shield）饰
- 初代睡魔（Sandman），原名韦斯利·道兹（Wesley Dodds）——肯·劳森（Ken Lawson）饰

只在旧录影和回忆中出场的前正义会社成员：
- 初代鹰女侠（Hawkgirl），原名希雅拉·桑德斯·霍尔（Shayera Sanders Hall）——萨哈尔·比尼亚兹（Sahar Biniaz）饰
- 初代野猫侠（Wildcat），原名泰德·格兰特（Ted Grant）——罗杰·哈斯克特（Roger Haskett）饰
- 初代原子侠（Atom），原名艾尔·普拉特（Al Pratt）——格伦·霍夫曼（Glenn Hoffmann）饰
- 初代闪电侠（The Flash），原名杰伊·盖瑞克（Jay Garrick）——比利·米切尔（Billy Mitchell）饰
- 初代绿灯侠（Green Lantern），原名阿兰·斯科特（Alan Scott）——道格·平顿（Doug Pinton）饰
- 初代红色旋风（Red Tornado），原名阿比盖尔·“玛”·亨克尔（Abigail "Ma" Hunkel）——黛博拉·科尔（Deborah Cole）饰

只在壁画展示中出现的前正义会社成员
- 初代幽灵（Spectre），原名吉姆·科里根（Jim Corrigan）
- 初代黑金丝雀（Black Canary），原名黛娜·德雷克（Dinah Drake）
- 初代卓越先生（Mister Terrific），原名泰瑞·斯隆（Terry Sloane）
- 初代时侠（Hourman），原名雷克斯·泰勒（Rex Tyler）
- 初代午夜神医（Doctor Mid-Nite），原名查尔斯·麦克奈德（Charles McNider）

以及只是间接提及的正义会社的非正式成员
- 星条（Stripesy），原名帕特・杜根（Pat Dugan），闪星小子曾经的助手、逐星女的继父

### 将棋会
将棋会（Checkmate）是美国政府麾下的一个秘密机构，主要负责针对各类超能力变种人进行打压或招安，来抵御可能存在的外星威胁。将棋会的总部隐藏在落基山脉中，称为“城堡”（Castle）。其人员编制主要分为黑白两类特工，“白”特工负责情报指挥，“黑”特工负责现场行动，每个特工根据等级高低会被授予一个国际象棋的棋子作为代号。
- 阿曼达·沃勒（Amanda Waller），代号“白后”（White Queen）——帕姆·格里尔（Pam Grier）饰

美国政府特工，秘密行动机构“将棋会”（Checkmate）的头目，泰丝·默瑟的秘密上司，负责专门监视各类变种人，其中一些有超能力的变种人被她操纵买通后组建成为自杀小队。在第九季第11集、第16集、第19集登场。
沃勒先是招募了第二代“冰柱”卡梅伦·马肯特去追杀美国正义协会的前成员，并利用露易丝·莱恩去调查正义协会的情报。当泰丝绑架奥利弗·奎因被他逃脱后，沃勒曾威胁要处决泰丝作为惩罚。后来她设计困住了火星猎人，并且指使手下绑架了正义联盟的“瞭望塔”（克洛伊·苏利文），企图用威胁杀人逼迫“侠影”（克拉克·肯特）透露身份并为她效命，但泰丝倒戈并帮助奥利弗切断了将棋会在洛基山脉的“城堡”总部的电力，使得克拉克得以营救克洛伊逃出。随后沃勒被脱困的火星猎人抹去了记忆，并且受到神秘的“红色女王”匿名威胁，不得不暂停一切针对正义联盟的行动。之后，沃勒追查泰丝时发现了坎多人的所在，试图将这些外星人一网打尽，但在审问菲奥拉时佐德赶到将她连同“城堡”总部一起烧毁。
- 斯图尔特·坎贝尔（Stuart Campbell），代号“白马”（White Knight）——瑞安·麦克唐纳（Ryan McDonell）饰

毕业于菲利普斯埃克塞特学院和麻省理工学院的高才硕士、电脑高手，在第九季第2集、第6集、第9集、第19集登场。
曾雇用于泰丝·默瑟手下帮助调查氪星人，和克洛伊进行了一百回合的黑客大战，但因为过于自信，在用视频挑衅时被克洛伊扫描指纹识破了身份并用黑历史要挟，不得不替克洛伊做双重间谍。后来在协助泰丝读取露易丝遗忘的记忆时，因为拒绝抹去露易丝记忆，被泰丝枪击差点丧命。五个月后，幸存康复但瞎了左眼的斯图尔特被阿曼达·沃勒收编，取代了叛逃的泰丝成为将棋会的“白马”特工，并且攻入了“瞭望塔”的系统并盗取有关坎多人的情报。但是随后佐德袭击了将棋会的“城堡”总部，用热视线将沃勒和斯图尔特两人烧死。
- 爱德华·洛特（Edward Lott），代号“白车”（White Rook）——蒂莫西·E·布拉蒙德（Timothy E. Brummond）饰

- 保罗·布雷纳（Paul Brenner），代号“白车”（White Rook）——乔纳森·劳埃德·沃克（Jonathan Lloyd Walker）饰

- 马克斯维尔·劳德（Maxwell Lord），代号“黑王”（Black King）——吉尔·贝罗斯（Gil Bellows）饰

一个富有而冷酷的科技公司总裁，具有用心灵感应折磨目标的能力。在第九季第18集、第20集登场。
劳德的公司研发了一种能够强行读取记忆并进行分析的机器，并且俘虏了露易丝试图摸清“侠影”（克拉克）的真实身份，但是被克拉克及时赶到将机器摧毁。随后劳德被迫转而去效命于神秘的“红色女王”，并将泰丝·默瑟俘虏用心灵感应刑讯逼供出氪星圣器“拉奥神书”（Book of Rao）的下落，但是因为疏忽导致泰丝逃脱，遭到“红色女王”通过电话发来的信号频率的体罚。
- 雷·萨克斯（Ray Sacks），代号“黑马”（Black Knight）——戴兰·尼尔（Dylan Neal）饰

一个腐败的大都会地方检察官。在第九季第8集、第18集登场。

#### 自杀小队
自杀小队（Suicide Squad）是将棋会麾下的一个专门负责黑色行动的特种作战行动组，主要由有超能力的变种人组成。
- 瑞克·弗莱格（Rick Flag）——泰德·惠托尔（Ted Whittall）饰

自杀小队的首领。第十季第1集、第2集、第7集、第12集登场。
- 佛洛伊德·劳顿（Floyd Lawton），外号“死亡射手”（Deadshot）——布拉德利·斯泰克尔（Bradley Stryker）饰

第十季第2集、第12集登场。
- 贝蒂·圣·苏茜（Bette Sans Souci），外号“炸弹女”（Plastique）——杰西卡·帕克·肯尼迪（Jessica Parker Kennedy）饰

第八季第2集、第21集、第十季第2集登场。
- 埃米尔·拉萨尔（Emil LaSalle），外号“曲速”（Warp）——伊利亚斯·托菲斯（Elias Toufexis）饰

第十季第7集登场。
- 卡梅伦·马肯特（Cameron Mahkent），外号“冰柱”（Icicle）——韦斯利·麦金尼斯（Wesley MacInnes）饰

第九季第11集登场。

## 其他配角
- 惠特尼·福特曼（Whitney Fordman）——埃里克·约翰逊（Eric Johnson）饰

拉娜·朗在高中一年级的男友，是斯莫威尔中学高中四年级的橄榄球队明星四分卫。在第一季，惠特尼因为不满克拉克总是试图接近拉娜，在课后带人围堵克拉克，依靠自己戴着拉娜的绿氪星石项链将克拉克制服并绑在玉米地里做稻草人，之后被拉娜发现并训斥。在遇袭出车祸被克拉克救出后，惠特尼向克拉克道歉并和解。之后他的父亲病重，和拉娜的关系也将至冰点，但是在父亲病逝后两人和好。在高中毕业后，惠特尼参军加入了海军陆战队，第二季在印尼亚齐特区执行任务时遇伏，为救队友遭到炮火轰击阵亡。
- 乔-艾尔（Jor-El）——朱利安·桑兹（Julian Sands）饰，特伦斯·斯坦普（Terence Stamp）配音

克拉克的氪星生父，在氪星毁灭时丧生，但其以自己意识为基础设计的人工智能随着婴儿卡-艾尔的飞船一起来到地球。乔-艾尔年轻时曾到访地球并在斯莫威尔小镇当地原住民的洞穴内预先布置了拥有氪星科技的密室，因为受到了乔纳森·肯特父母的患难之恩，所以在氪星爆炸前将自己的新生儿子送往地球并委托好友火星猎人确保托孤给肯特一家。在克拉克的飞船被毁后，乔-艾尔的人工智能先是转传到洞穴密室内，随后转传到在北极新建的孤独堡垒。因为其人工智能的性格缺乏人性关怀，过分强迫克拉克受训以便“接受命运”，曾屡遭克拉克的抵触。在多年的经历后，克拉克最终与乔-艾尔和解，接受了自己氪星遗子与人类的双重身份，并通过了重重考验成为超人。
在第九季，一个随着佐德一起被氪星魔球复活的克隆体也到访斯莫威尔寻找克拉克，但是被卢瑟集团和佐德的坎多军俘获后，受到私刑伤重而死。
（PS：斯坦普也曾在经典电影《超人》和《超人II》中饰演佐德将军）
- 玛姬·索耶（Maggie Sawyer）——吉尔·提德（Jill Teed）饰

原版DC漫画中的人物，大都会警察局的特案组警监（后升为警探），作风硬朗、认法不认人，经常被遣派去处理棘手的重大案件。在第二季第12集登场。
当莱诺·卢瑟和玛莎·肯特被劫持为人质时，因为索耶在卢瑟集团大厦外布置的警力密不透风，使得克拉克不得不冒险并硬挺着恐高症从临街的《星球日报》大楼飞空跳跃才得以进入。在第三季第1集率领警方围堵（受到红氪星石影响）抢银行的克拉克时差点被热视线引爆的警车牵连炸死。她还曾在第五季第6集以“未成年人进入脱衣舞俱乐部”为由逮捕过克拉克和克洛伊。
- 南希·亚当斯（Nancy Adams）——卡米尔·米切尔（Camille Mitchell）饰

斯莫威尔小镇所属的洛厄尔县（Lowell County）地方警局的警长，是个正直、严酷但带有些冷幽默的执法人员。在第二季第19集登场。
由于不满克拉克经常“在恰好的地方恰好出现”因此总是警告他不要干预警方公务。因为克拉克和克洛伊经常举报匪夷所思的事件，所以对他们不是很信任，以至于克拉克等人想要报警必须要委托他人（比如父亲乔纳森）或者搞匿名投诉。在第五季第11集，为了营救被两个暴走警员挟持在卢瑟豪宅密室内的莱克斯·卢瑟和拉娜·朗，被伏击中枪殉职。
- 佩里·怀特（Perry White）——迈克尔·麦基恩（Michael McKean）饰

原版DC漫画中的人物，大都会最有名的记者之一（因其对新闻线索死咬不放的风格而得以外号“比特犬”），后来的《星球日报》主编、露易丝和克拉克的顶头上司。
第三季第5集登场，当时因为冒犯了卢瑟集团的总裁莱诺·卢瑟而被对方使阴解职变成了一个酗酒颓废的小报记者，但仍不甘心放弃追求新闻的热情，想要通过揭发斯莫威尔小镇的陨石变异之谜达到东山再起。在被克拉克所救后，放弃了追逐奇异新闻的念头，还提出愿意引荐克拉克进入新闻界。从第四季开始，佩里重新被《星球日报》雇用成为外派记者。在第九季第20季，佩里重新出现，成了克拉克寡居的母亲玛莎·肯特的新男友（佩里的演员麦基恩和玛莎的演员奥图勒在现实中就是夫妻）。他和露易丝合作一起调查“红色女王”的秘密，并且说服主编帮助露易丝和克拉克双双保住《星球日报》的工作。
第十季的全剧最终集的最后桥段中，七年后的佩里已经成为了《星球日报》的主编，在办公室里电话上不断放狠话警告刚刚竞选成为美国总统的莱克斯·卢瑟休想打压新闻自由，并且嚷嚷着“见凯撒大帝的鬼！”催促露易丝交稿。
- 艾丽西娅·贝克（Alicia Baker）——莎拉·卡特（Sarah Carter）饰

克拉克在高中三年级时偶遇的一个有瞬间转移能力的少女，在第三季第14集登场。两人在同处电梯时发生事故，为了自救不得不互相展现了超能力，发现对方和自己一样都苦于隐藏，因此发展出心心相惜的感情。然而艾丽西娅有戏剧化人格倾向，对克拉克产生了病态的依恋感，并因此妒恨并试图谋杀拉娜·朗，结果被送进精神病院。
在第四季第11集，艾丽西娅被释放出院后找到克拉克希望复合，并且试图用红氪星石影响克拉克娶自己为妻。之后她的变态主治医师跟踪并试图枪杀克拉克，艾丽西娅舍身替克拉克挡弹获得了他的原谅。但是在第12集，她被另一名可以化为沙子的变异人诬陷，在无法说服克拉克相信自己后向克洛伊透露了克拉克的秘密，但随后被变异人绞死，克拉克为自己未能相信艾丽西娅导致没能及时救她十分自责。
（PS：艾丽西娅的演员莎拉·卡特后来在绿箭宇宙电视剧《闪电侠》中客串第二代“老蝉头”格蕾丝·吉本斯）
- 亚当·奈特（Adam Knight）——伊恩·桑莫哈德（Ian Somerhalder）饰

原名查德·纳什（Chad Nash），因为肝病英年早逝，被注射了由莱诺·卢瑟资助研究的“拉撒路血清”（Lazarus Serum，从克拉克的血液样本中提炼）后得以复活，但每十二小时必须重新注射一次。复活后更姓改名，被莱诺雇用派去监视克拉克和拉娜。
亚当在第三季第9集登场。他利用拉娜骑马出事故的机会，假装也去参加医院的理疗康复，谎称自己因为火灾丧失双亲，博得了拉娜的同情。但是克洛伊意外发现亚当在注射血清以为他是瘾君子，事后发现所注射的血清十分异常。拉娜随后发现了亚当的监视记录，并且寻求莱克斯帮助想要赶走亚当。莱诺因为亚当已经暴露，下令关闭研究所，等于断了亚当的药源。为了保命的亚当先是恼怒杀死了自己的医师和研究所人员，然后抢了乔纳森的步枪并且劫持了拉娜，辛亏克拉克及时赶到救下了拉娜。亚当最终因为断药病发丧命，临死前告诉克拉克他的行为是出于莱诺的指示。
- 杰森·提格（Jason Teague）——詹森·艾克尔斯（Jensen Ackles）饰

堪萨斯中部农工大学（Central Kansas A&M）的帅气学生，曾是大都市大学的明星球员，后因肩伤退役后奖学金被断因而转读。因为摩托车出车祸与在巴黎留学的拉娜·朗邂逅后成为她男友，之后跟拉娜会美国后在斯莫威尔中学兼职校橄榄球队的助理教练。
杰森的真实身份其实是真理协会元老爱德华和婕妮维芙·提格的独子，童年曾和莱克斯·卢瑟和奥利弗·奎因一起是玩伴，因没有遵守父亲的意愿去当律师而被切断了资金供养。他接近拉娜其实是由母亲婕妮维芙故意设局，目的是为了利用拉娜（祖上是法国女巫伯爵，和婕妮维芙的先祖女公爵有长达四百年的宿仇）来寻找氪星力量晶石。杰森后来被迫与拉娜分手，帮助母亲谋杀了思旺博士的助理克劳士比博士并盗取了水晶石。他母亲后来试图用敲诈莱诺·卢瑟得到气晶石，但反被莱诺用计诈走了水晶石，杰森因此绑架了莱诺和莱克斯并严刑拷打。后来莱诺和莱克斯寻机逃脱，杰森在追赶时被反杀结果中枪坠崖。大难不死后，他意识到克拉克与力量晶石的关系微妙，因此持枪挟持了乔纳森和玛莎·肯特夫妇试图拷问，但不幸被第二次陨石雨意外击中砸死。
- 露西·莱恩（Lucy Lane）——佩顿·利斯特（Peyton List）饰

原版DC漫画中的人物，露易丝·莱恩的亲生妹妹，萨姆·莱恩将军的小女儿。在第四季第16集、第十季第7集登场。
与从小跟随父亲周游世界各地军事基地的假小子姐姐不同，露西一直寄宿在欧洲最负有盛名的预备学校，是个精通三种外语（德语、标准汉语、西班牙语）的全A学生，擅长滑雪并且是苏黎世青年交响乐团的小提琴手。自从母亲过世后，露西从小由姐姐管教保护扮演乖乖女，除了被姐姐指挥做家务外并没承受来自父亲的压力（按照露易丝的说法是“露西搞到了交易中更好的那份”），但姐妹间的关系却也因为露西妒恨姐姐能得到父亲器重而暗下变得紧张（露易丝承认她和露西“实际上如同陌生人”）。因为聪明美貌，露西也逐渐擅长伪装自己去玩弄和欺骗他人，因为她知道总能利用姐姐出面收拾残局。
在第四季，露西来到斯莫威尔小镇找姐姐，声称自己滥用信用卡欠了5万美元的高利贷因此被迫逃债，并得到莱克斯帮助，但在交换债金时和姐姐一起被假扮成警察的瑞士罪犯绑架（事实上露西是伙同那个罪犯一起演双簧戏，为的是诈骗赎金）。然而克拉克将罪犯打倒后将露易丝救出，露西则趁着混乱携款潜逃，在弃车后留下一封短信向姐姐道歉，导致露易丝虽是受害者却仍为此被父亲责骂。
在第十季，露西跟随父亲用拜访露易丝的名义不打招呼来到肯特农场过感恩节，并突然亲吻克拉克试图挑拨他和露易丝的感情。但露西自己不知情的是，自杀小队的瑞克·弗莱格因为莱恩将军坚定支持《义侠注册法》而意图刺杀，在她随身携带的钢笔内安装了导弹目标信号器。然而露西意外把钢笔留在了塔龙咖啡厅的公寓内，导致露易丝差点被导弹炸死（但被克拉克所救）。露西事后十分惭愧，向姐姐请罪，虽然仍然不为露易丝信任但得到了原谅。
（PS：利斯特本人后来还在绿箭宇宙电视剧《闪电侠》中饰演金色滑翔者、《哥谭镇》中饰演毒藤女）
- 格兰特·加布里埃尔（Grant Gabriel）——迈克·凯斯蒂（Michael Cassidy）饰

第七季登场的《星球日报》主编，但真实身份是的莱克斯·卢瑟幼年夭折的弟弟朱利安·卢瑟（Julian Luthor）的克隆人，是莱克斯暗地资助的“双子座项目”（Project Gemini）的产物，只是他一开始也不知道自己的出身背景。
新官上任的格兰特被克洛伊形容成是“从《星城邮报》新挖来的神童编辑”（new editor wonder boy hired from Star City Post），但考虑到莱克斯当时控股《星球日报》，因此格兰特其实很可能是因为裙带关系上位。格兰特在上任第一天就对露易丝·莱恩产生浓厚兴趣，公开声称她对“外星宇宙飞船”的猜疑报告比克洛伊的实情报道更有助于销售报纸，并主动提出要雇用露易丝。露易丝受雇后，格兰特用权力尽可能给她出彩升迁的机会，两人随后开始恋爱，但后来迫于莱克斯的压力分手（虽然两人仍藕断丝连）。但是当格兰特遇到另一个较为失败但是存活下来的克隆体后，他了解到了自己的身世，并且出于对莱克斯控制的不满向莱诺透露了自己。因为莱诺很明显更赏识格兰特，莱克斯出于妒恨派人假装抢劫当着莱诺的面枪杀了格兰特。
（PS：凯斯蒂本人后来在DC扩展宇宙电影《蝙蝠侠大战超人：正义黎明》中饰演吉米·奥尔森）
- 莱拉-艾尔（Lara-El）——海伦·斯雷特（Helen Slater）饰

克拉克的亲生氪星母亲，乔-艾尔的妻子，在氪星毁灭时丧生。其克隆体在第七季第6集、第8集，在第十季第8集也以回忆形象登场。
（PS：斯雷特本人曾在1984年的电影《女超人》中扮演女超人，后来还在绿箭宇宙的电视剧《女超人》中饰演女超人的养母伊莱扎·丹弗斯）
- 凯特·格兰特（Cat Grant）——凯莉·林·普拉特（Keri Lynn Pratt）饰

原版DC漫画中的人物，在第十季第2集被《星球日报》新雇用的记者，克拉克和露易丝的同事。
后来透露她原名叫玛丽·露易丝·施罗格（Mary Louise Shroger），为了保护儿子躲避家暴的前任因此隐姓改名。性格为标准的金发傻妞，言语甜美而且喜欢主动用曲奇饼招待同事，但善谈武断到让人厌恶，平时因为总是听保守主义电台所以对正义联盟的义侠们怀有敌视态度。在露易丝被派到埃及出差期间被调到克拉克身边工作，占用了露易丝的桌子，后来被死亡射手追杀时被克拉克所救，因此十分感激克拉克。露易丝返回后故意把凯特赶到阿拉斯加去报道狗拉雪橇赛跑，并把凯特的东西都扔进了垃圾箱，使得凯特为了斗气故意去公开勾引克拉克。在露易丝被伊西斯附身后，凯特以为露易丝就是著名的“侠影”想要拍照揭发，结果因为笨手笨脚导致自己被伊西斯追打，最后撞见绿箭侠被藏在空棺材里才躲过一劫。在金色先锋事件再次被“侠影”所救后，凯特对义侠们的态度软化，对露易丝也变得友好。

## 著名客串
第一季
- 莎拉-珍·雷德蒙（Sarah-Jane Redmond）——从第1集开始饰演拉娜·朗的姨妈内尔·波特（Nell Potter）
- 丹·劳里亚（Dan Lauria）——在第3集饰演会控火的校橄榄球队教练
- 金川弘敦（Hironobu Kanagawa）——在第3集、第9集、第15集、第18集、第19集饰演斯莫威尔中学的关校长。金川本人是基连·扎比的官方英文配音，曾客串《X档案》并后来还出演《星际之门：SG-1》、《邪恶力量》、《哥斯拉》、《绿箭侠》和《明日传奇》等剧。
- 杰森·康纳利（Jason Connery）——在第3集、第17集饰演莱克斯的助手（第二季第13集也登场）
- 丽兹·卡潘（Lizzy Caplan）——在第4集饰演会变身的女孩（第二季第11集也登场）
- 汤姆·欧布莱恩（Tom O'Brien）——在第4集、第12集、第20集、第21集饰演试图揭发克拉克身世秘密的《大都会调查者报》记者（第二季第1集也登场）
- 米切尔·科斯特曼（Mitchell Kosterman）——在第一、第二季饰演被莱克斯收买的小镇警长。科斯特曼本人曾在《X档案》和《星际之门：SG-1》中多次饰演配角
- 艾瑞克·克里斯蒂安·奥森（Eric Christian Olsen）——在第6集饰演返老还童的杀人犯
- 艾米·亚当斯（Amy Adams）——在第7集饰演会吸脂的女孩。亚当斯本人后来在DC扩展宇宙电影《超人：钢铁之躯》、《蝙蝠侠对超人：正义黎明》和《正义联盟》中扮演露易丝·莱恩
- 托尼·托德（Tony Todd）——在第8集饰演肯特农场的旧员工。托德本人后来经常在超人题材的动画作品中为达克赛德配音
- 罗伯特·威斯登（Robert Wisden）——在第8集、第20集、第21集饰演克洛伊·苏利文的父亲（第二季第9集、第三季第22集、第四季第2集也登场）
- 凯莉·布鲁克（Kelly Brook）——在第9、10集饰演莱克斯的白富美女友
- 杰西·哈奇（Jesse Hutch）——在第10集饰演高中运动员（第二季第6集也登场），并在第四季第18集饰演遭到自恋女报复的前男友。哈奇本人还在绿箭宇宙电视剧《绿箭侠》中多次客串警官
- 肖恩·阿什莫（Shawn Ashmore）——在第12集饰演抽走了克拉克超能力的男孩（第三季第9集也登场）。阿什莫本人后来出演了X战警电影系列中的冰人，并在电视剧《杀手之王》和游戏《量子破碎》担任主演。他的双胞胎哥哥艾伦也出演了本剧主要角色吉米·奥尔森
- 伊万杰琳·莉莉（Evangeline Lilly）——在第13集饰演坏人帮的女友（演员表无名），还来还多次客串无名的背景角色
- 科林·内美克（Corin Nemec）——在第14集饰演斗殴致死的富二代
- 裘德·泰勒（Jud Tylor）——在第14集饰演富二代的未婚妻。泰勒本人后来出演了《70年代秀》、《邪恶力量》等剧
- 艾瑞克·布雷克尔（Eric Breker）——在第14集饰演富二代未婚妻的哥哥。布雷克尔本人曾客串《X档案》，后来还出演《太空堡垒卡拉狄加》、《星际之门：SG-1》、《邪恶力量》等剧
- 乔·莫顿（Joe Morton）——在第15集开始饰演研究陨石变异的博士（多集登场，第二季第3集死亡）。莫顿本人后来在DC扩展宇宙电影《蝙蝠侠对超人：正义黎明》和《正义联盟》中饰演钢骨的父亲
- 瑞安·凱利（Ryan Kelley）——在第16集饰演有读心术的男孩（第二季第8集也登场）
- 雷克哈·莎尔玛（Rekha Sharma）——在第16集饰演医生（第二季第1集和第23集、第四季第1集和第17集、第五季第3集、第六季第5集也登场）。莎尔玛本人也是科幻剧《太空堡垒卡拉狄加》的常驻配角，在DC漫画题材的绿箭宇宙电视剧《绿箭侠》中客串一名为珠宝大盗销赃的从犯
- 亚当·布罗迪（Adam Brody）——在第19集饰演因为双手致残而获得念动力的漫画家
- 唐娜·布洛克（Donna Bullock）——在第19集饰演莱克斯·卢瑟的帕米拉·詹金斯（Pamela Jenkins，泰丝·默瑟的母亲）
- 凯文·尾辻（Kevan Ohtsji）——在第19集饰演关校长的儿子
- 阿隆·道格拉斯（Aaron Douglas）——在第20集饰演一个警员。道格拉斯本人还在第七季第14集饰演了一个被莱克斯指派去抓捕克拉克的手下
- 雷米零度（Remy Zero）乐队——在第21集的高中春季舞会上登台演唱他们第三张专辑中的“Save Me”（此剧集的主题曲）和“Perfect Memory”两首歌曲

第二季
- 杰瑞·瓦塞尔曼（Jerry Wasserman）——在第1集饰演在大都会和斯莫威尔小镇医院工作的一位医生（第三季第15集、第四季第10集、第五季第9集也登场）。瓦塞尔曼本人后来还在DC漫画题材的电影《守望者》中扮演了侦探、在绿箭宇宙电视剧《闪电侠》中扮演了美国总统
- 克丽丝塔·艾伦（Krista Allen）——在第2集饰演能用信息素控制男人思想的生物老师
- 西恩·法瑞斯（Sean Faris）——在第5集饰演见到日光就变身怪兽的男孩
- 乔治·科（George Coe）——在第6集饰演玛莎·肯特的父亲
- 玛吉·劳森（Maggie Lawson）——在第6集饰演用接吻盗取青春的女子
- 布莱尔·布朗（Blair Brown）——在第7集饰演自称是克拉克生母的莱诺旧情人。布朗本人曾出演《危机边缘》，后来还出演《女子监狱》
- 帕特里克·卡西迪（Patrick Cassidy）——在第7集、第10集、第12集、第13集、第20集饰演拉娜·朗的亲生父亲
- 威廉·B·戴维斯（William B. Davis）——在第8集饰演斯莫威尔镇的市长和前任警长（第三季第6集也登场）。戴维斯本人曾在著名科学奇幻剧《X档案》中扮演大反派“吸烟人”，并后来还在科幻剧《星际之门：SG-1》和《超越时间线》中客串
- 乔纳森·泰勒·托马斯（Jonathan Taylor Thomas）——在第9集饰演会分身的男孩（第三季第9集也登场）
- 埃曼妞·沃吉亚（Emmanuelle Vaugier）——在第9集、第11集、第16集、第18集、第19集、第22集、第23集饰演莱克斯的第二任妻子海伦（第三季第1集、第2集也登场）
- 文峰（Byron Mann）——第12集饰演一个被莱克斯雇佣去盗窃莱诺办公室密室的职业大盗。文峰还在第四季第15集饰演上海的一名武警军官，并客串电影《猫女》和在绿箭宇宙电视剧《绿箭侠》中出演十豪侠中的姚飞
- 罗布·拉贝尔（Rob LaBelle）——在第14集、第17集、第22集饰演莱克斯雇去解译溶洞壁画上外星语言的语言学家。拉贝尔本人曾客串1990年代的《X档案》、《星际旅行：航海家号》和超人电视剧《露易丝和克拉克：超人新冒险》，后来还客串出演了《邪恶力量》和DC漫画电影《守望者》
- 保罗·韦斯莱斯基（Paul Wasilewski）——在第15集饰演莱克斯的私生异母弟弟
- 克里斯托弗·里夫（Christopher Reeve）——在第17集饰演真理协会的维吉尔·思旺（Virgil Swann）博士（第三季第17集也登场）。里夫也是《超人》系列电影中克拉克·肯特的扮演者
- 安森·蒙特（Anson Mount）——在第19集饰演海伦的暴力前男友
- 迈克尔·亚当思韦特（Michael Adamthwaite）——在第19集饰演一个流氓大学生
- 扎切里·布莱恩（Zachery Bryan）——在第20集饰演一个靠饮用氪石溶液而获得超强体能的高中明星棒球手
- 乔黛尔·弗兰（Jodelle Ferland）——在第21集饰演拉娜已故的童年朋友
- 尼尔·弗林（Neil Flynn）——在第21集饰演拉娜已故童年朋友的父亲（第三季第21集也登场）

第三季
- 鲁特格尔·哈尔（Rutger Hauer）——在第1集、第2集饰演大都会黑帮大佬摩根·埃吉（Morgan Edge）
- 叶芳华（Françoise Yip）——在第2集至第16集饰演为卢瑟集团研究的“拉撒路血清”的分子生物学家
- 杰西·麦特卡尔菲（Jesse Metcalfe）——在第3集、第9集饰演阴谋仇杀所有变异人的男孩
- 劳瑞娜·盖尔（Lorena Gale）——在第5集、第8集、第9集饰演为莱克斯提供治疗的精神病医生
- 朱利安·山德斯（Julian Sands）——在第6集、第19集饰演克拉克的生亲乔-艾尔（在第九季第7集、第十季第8集也登场）
- 蒂姆·亨利（Tim Henry）——在第6集、第7集饰演一名退休警官
- 费莉西娅·M·贝尔（Felecia M. Bell）——在第10集饰演皮特·罗斯的法官母亲。贝尔本人曾出演《我们的日子》、《综合医院》、《星际旅行：深空九号》等剧
- 约瑟夫·克罗斯（Joseph Cross）——在第12集饰演能预知死亡的男孩
- 塔莫·潘尼凱（Tahmoh Penikett）——在第15集饰演一个从实验室逃出的病人。潘尼凱在第六季第19集和第21集还饰演了另一个也被试验的超级士兵，他本人也是科幻剧《太空堡垒卡拉狄加》的常驻配角
- 加里·哈德逊（Gary Hudson）——在第16集、第17集、第21集、第22集饰演一个为卢瑟家族服务的FBI特工
- 托莉·安德森（Tori Anderson）——在第18集饰演斯莫威尔中学一个考试作弊的同学
- 艾莉森·多恩（Alisen Down）——在第19集饰演莱克斯已故的母亲，在第五季第9集、第17集和第七季第12集也登场
- 泰瑞尔·罗瑟里（Teryl Rothery）——在第20集饰演一个地产中介，并在第八季第14集饰演卢瑟集团董事。罗瑟里本人曾是经典科幻剧《星际之门：SG-1》中的常驻演员，并且在绿箭宇宙电视剧《绿箭侠》饰演奎因家族的专职律师
- 阿德琳妮·帕里奇（Adrianne Palicki）——在第22集饰演一个十四年前失踪后被乔-艾尔改造成“氪星人”的少女

第四季
- 马戈迪·基德尔（Margot Kidder）——在第1集和第6集饰演思旺博士的助手布丽姬特·克劳士比（Bridgette Crosby）博士。基德尔也是《超人》系列电影中露易丝·莱恩的扮演者
- 迈克尔·艾恩塞德（Michael Ironside）——在第2集、第3集饰演露易丝·莱恩的父亲萨姆·莱恩（Sam Lane）将军（第十季第7集也登场）。艾恩塞德是好莱坞资深配角演员，曾在一系列DC漫画动画片中为达克赛德配音，后来还在绿箭宇宙电视剧《闪电侠》中饰演冷冻队长和金色滑翔者的父亲
- 布兰娜·布朗（Brianna Brown）——在第3集饰演一名被整容试验的痤疮女孩。布朗本人后来还出演了《综合医院》、《国土安全》、《真爱如血》、《蛇蝎女佣》、《东区恋人们》、《朝代》等剧。
- 杰瑞德·基苏（Jared Keeso）——在第3集、第4集饰演一名橄榄球队员
- 特伦特·福特（Trent Ford）——在第7集饰演有控制他人行为的黑球操盘手（即DC漫画中的“捣蛋鬼”）
- 简·西摩（Jane Seymour）——在第9集到第22集饰演杰森·提格的母亲、真理协会成员婕妮维芙·提格（Genevieve Teague）
- 寇碧·史莫德斯（Cobie Smulders）——在第9集饰演意图报复莱克斯的前女友。史莫德斯本人除了后来在漫威电影宇宙中饰演玛丽亚·希尔外，还在《乐高大电影》中为神奇女侠配音，并且是《老爸老妈的浪漫史》的主演
- 克里斯·卡马克（Chris Carmack）——在第13集饰演用超能力搞谋杀的橄榄球运动员
- 阿曼达·克鲁（Amanda Crew）——在第13集饰演一个姐妹会成员
- 迭戈·克萊特霍夫（Diego Klattenhoff）——在第14集饰演用氪星石药剂训练超能力狗的两个兽医技师兄弟之一
- 诺兰·杰拉德·冯克（Nolan Gerard Funk）——在第14集饰演用氪星石药剂训练超能力狗的两个兽医技师兄弟之一
- 吴怡慧（Michelle Goh）——在第14集饰演一个上海教授
- 彼特·温菲尔德（Peter Wingfield）——在第16集饰演一个和露西·莱恩勾结诈骗的瑞士罪犯
- 艾瑞卡·塞拉（Erica Cerra）——在第16集饰演莱克斯的助手，并在第五季第5集饰演大学姐妹会成员、第十季第5集饰演大都会博物馆的馆长。塞拉本人曾客串《拉字至上》，后来还出演《太空堡垒卡拉狄加》、《灵异之城》、《路西法》和《邪恶力量》等剧
- 毕崔斯·罗森（Beatrice Rosen）——在第18集饰演只在乎赢得高中舞会女王桂冠、车祸后灵魂可以附身他人的自恋女孩
- 生命之屋（Lifehouse）乐队——在第18集的高中舞会上登台演唱他们第三张专辑中的“Come Back Down”、“Blind”、“Undone”和“You and Me”四首歌曲，而他们的首张专辑中的“Everything”一曲也曾被用在第一季第21集中作为背景音乐
- 强纳森·班奈（Jonathan Bennett）——在第19集饰演可以抹去他人记忆的男孩

第五季
- 朱迪斯·马克西（Judith Maxie）——在第2集饰演卢瑟家族的御用医生（在第六季第17集也登场）。马克西本人后来还在科幻电视剧《太空堡垒卡拉狄加》以及绿箭宇宙电视剧《女超人》和《闪电侠》中客串
- 肯尼·约翰逊（Kenny Johnson）——在第2集饰演能够操纵电击的变异人。约翰逊本人曾是警匪剧《盾牌》的常驻配角，后来还出演《格蕾丝的救赎》、《混乱之子》、《头号疑犯》、《贝兹旅馆》和《反恐特警组》等剧
- 强尼·莱维斯（Johnny Lewis）——在第3集饰演劫持核弹发射井试图炸毁小镇并射杀了克拉克的电脑宅男。莱维斯本人曾出演《高校风云》、《香肠工厂》、《美国梦》、《五胞胎》和《橘郡风云》等电视剧，后来还在《混乱之子》中扮演常驻配角
- 卡丽·费雪（Carrie Fisher）——在第5集饰演《星球日报》的主编。费雪本人是《星球大战》系列电影中莱娅公主的扮演者
- 露西亚娜·卡罗（Luciana Carro）——在第5集饰演克洛伊的大学室友。卡罗本人后来还出演《拉字至上》、《太空堡垒卡拉狄加》、《陨落星辰》和《双螺旋》等电视剧
- 布鲁克·尼文（Brooke Nevin）——在第5集饰演大学姐妹会“三Ψ”的吸血鬼会长。尼文本人曾是儿童剧《动物变形人》和《我爱妈咪》的主演，后来还出演《4400》、《脱狱之王》、《犯罪现场调查》、《芝加哥烈焰》和《心灵缉凶》等剧以及游戏《量子裂痕》
- 柯瑞·蒙特斯（Cory Monteith）——在第5集饰演大学会团化妆舞会上的一个牛仔男。蒙特斯后来是《欢乐合唱团》的主演
- 汤姆·沃帕特（Tom Wopat）——在第6集饰演乔纳森·肯特的好友、堪萨斯州参议员詹宁斯。沃帕特本人和乔纳森的演员约翰·施奈德都是1980年代热播动作喜剧电视剧《杜克兄弟》（The Dukes of Hazzard）的领衔主演
- 艾德里安·霍姆斯（Adrian Holmes）——在第9集、第10集饰演一名被莱克斯雇用来挖掘乔纳森丑闻的特工
- 丹尼丝·基尼奥内斯（Denise Quiñones）——在第13集饰演大都会的乔装女侠“复仇天使”（DC漫画中的阿菈塔）。基尼奥内斯本人是2001年波多黎各和环球小姐的选美冠军
- 麦肯锡·葛雷（Mackenzie Gray）——在第15集饰演卢瑟集团下属负责研发义肢的首席科学家，并在第十季第1集饰演莱克斯的邪恶克隆体。葛雷本人还在DC扩展宇宙电影《超人：钢铁之躯》中饰演氪星科学家杰克斯-乌尔，并是漫威漫画背景的电视剧《军团》的常驻配角
- 克里斯蒂·莱恩（Christie Laing）——在第15集饰演维克多·斯通的女友，并在第四季第18集饰演小镇的高中生。莱恩本人后来还出演《邪恶力量》、《4400》、《绿箭侠》、《童话镇》和《虚幻》等剧
- 妮可·希尔兹（Nichole Hiltz）——在第16集饰演用催眠能力诱惑他人的阴谋女。希尔兹本人后来是《就在眼前》的主演
- 卡伦·基斯·雷尼（Callum Keith Rennie）——在第18集饰演可以控制玻璃的变态父亲。雷尼本人也是科幻剧《太空堡垒卡拉狄加》的常驻配角
- 伊安·崔西（Ian Tracey）——在第19集饰演报复折磨莱诺·卢瑟的绑匪。崔西本人是资深影视剧演员，曾主演《哈克贝利·芬》和《达芬奇》系列等电视剧，后来还出演《卧底情劫》和《全面骇入》等剧

第六季
- 帕斯卡尔·休顿（Pascale Hutton）——在第1集、第6集饰演乔-艾尔生前的助手拉雅（Raya）。休顿还在第四季第20集客串过一个可以吸收电能、生下快速生长婴儿的女子
- 洛奇林·莫罗（Lochlyn Munro）——在第2集饰演一个由奥利弗·奎因派遣去审讯莱克斯·卢瑟的特工
- 卢卡斯·格拉贝尔（Lucas Grabeel）——在第5集扮演高中时期的莱克斯·卢瑟。格拉贝尔本人在第十季第13集、第16集又饰演了莱克斯和克拉克基因结合的克隆体康纳·肯特（Connor Kent）
- 鲍沃（Bow Wow）——在第6集饰演一个被幽灵空间囚犯附身的男孩
- 戴夫·巴帝斯塔（Dave Bautista）——在第8集扮演一个从幽灵空间逃出会吸人骨髓的外星囚犯
- 泰勒·波西（Tyler Posey）——在第9集饰演一个被非法奴役的墨西哥童工
- 托蕊·斯培林（Tori Spelling）——在第10集饰演《星球日报》一个能够变身为水的八卦新闻记者（第八季第15集也登场）
- 肯恩（Kane）——在第17集扮演一个从幽灵空间逃出并参与非法地下格斗的外星囚犯
- 琳达·卡特（Lynda Carter）——在第18集饰演克洛伊·苏利文有心灵控制能力的母亲莫伊拉。卡特本人曾经在1970年代的电视剧《神奇女郎》中扮演神奇女侠，并在绿箭宇宙的电视剧《女超人》中客串美国女总统
- 艾米莉·霍尔姆斯（Emily Holmes）——在第19集饰演一个绑架并用炸弹威胁莱克斯的军嫂
- 奎恩·罗德（Quinn Lord）——在第22集饰演唯一被比扎罗附身后幸存的男孩（在第七季第1集也登场）

第七季
- 安娜·加尔文（Anna Galvin）——在第1集至第16集饰演莱克斯·卢瑟的私人助理。加尔文本人是科幻剧《太空堡垒卡拉狄加》的常驻配角
- 李绮虹（Theresa Lee）——在第2集饰演一个美国政府研究所的技术员
- 金·寇兹（Kim Coates）——在第2集、第3集、第6集扮演一个美国国土安全部特工
- 伊娃·马希尔（Eva Marcille）——在第3集扮演能操控寒冰的选美小姐
- 迪恩·凯恩（Dean Cain）——在第4集饰演杀人狂医生（被认为是影射漫画中的汪达尔·萨维奇）。凯恩本人曾在《露易丝和克拉克：超人新冒险》中扮演克拉克·肯特，后来还在绿箭宇宙的电视剧《女超人》中饰演女超人的养父杰里迈亚·丹弗斯（Jeremiah Danvers）
- 克里斯蒂娜·米莲（Christina Milian）——在第5集扮演一个拍戏时险些遇害的电影明星
- 伊利斯·莱韦斯克（Elyse Levesque）——在第7集、第9集饰演一个被魔神脑侵袭的卢瑟集团技术员。莱韦斯克本人后来是科幻剧《星际之门：宇宙》的主演，在《初代吸血鬼》和《黑色孤儿》中为常设角色并且在绿箭宇宙电视剧《明日传奇》中客串桂妮薇儿
- 提姆·吉尼（Tim Guinee）——在第9集饰演莱克斯幼年夭折的弟弟的一个较为失败的克隆体
- 马克·麦克卢尔（Marc McClure）——在第10集饰演氪星科学家达克斯-乌尔（Dax-Ur）。麦克卢尔本人曾在1978至1987年间拍摄的五部超人电影中饰演吉米·奥尔森
- 科里·塞维尔（Corey Sevier）——在第12集中饰演一名劫持了失忆的卡拉·佐-艾尔的前罪犯
- 吉娜·霍尔登（Gina Holden）——在第14集饰演维吉尔·思旺博士的女儿帕特丽夏·思旺（Patricia Swann）
- 阿里·科昂（Ari Cohen）——在第17集、第19集、第20集饰演卢瑟集团的执行官里甘·马修斯（Regan Matthews，在第八季第1集、第17集、第22集也登场）
- 罗伯特·皮卡多（Robert Picardo）——在第20集饰演杰森·提格的父亲、真理协会成员爱德华·提格（Edward Teague）

第八季
- 莎拉·坎宁（Sara Canning）——在第1集、第2集饰演泰丝的助理
- 夏洛蒂·苏利文（Charlotte Sullivan）——在第4集饰演外星女王玛克希玛（Maxima）
- 凯尔·施密德（Kyle Schmid）——在第7集饰演一个会读心术并且能抹除他人记忆的《星球日报》记者
- 维多利亚·杜菲尔德（Victoria Duffield）——在第9集饰演初中时期的克洛伊·苏利文
- 瑞安·肯尼迪（Ryan Kennedy）——在第11集、第22集饰演超级英雄军团中的“宇宙男孩”洛克·科林（Rokk Krinn）
- 卡伦·沃西（Calum Worthy）——在第11集、第22集饰演超级英雄军团中的“霹雳少年”加斯·兰兹（Garth Ranzz）
- 亚莉克兹·约翰逊（Alexz Johnson）——在第11集饰演超级英雄军团中的“土星女孩”伊姆拉·阿丁（Imra Ardeen）
- 大卫·佩特考（David Paetkau）——在第12集饰演大都会的一个警员

第九季
- 莎伦·泰勒（Sharon Taylor）——在第1集至第19集饰演佐德的第二任妻子、毁灭日的母亲菲奥拉（Faora）
- 莫妮卡·甘德顿（Monique Ganderton）——在第1集、第5集、第7集、第9集和第13集饰演坎多士兵艾丽娅。甘德顿本人是影视界有名的特技演员，在剧中是卡西迪·弗里曼的替身，后来参演了许多好莱坞超级英雄电影
- 艾蜜莉·尤列洛普（Emilie Ullerup）——在第6集饰演一个和克拉克相亲的保守派电视主持人
- 克瑞斯塔尔·洛维（Crystal Lowe）——在第14集、第19集、第20集和第21集饰演菲奥拉的妹妹瓦拉（Vala）

第十季
- 迈克尔·丁戈菲尔德（Michael Daingerfield）——在第3集、第10集、第21集和第22集饰演被达克赛德附体并收编手下的保守派电台主持人戈登·戈弗雷（Gordon Godfrey）
- 莱克莎·多伊格（Lexa Doig）——在第6集、第16集饰演一位医生
- 泰瑞·海切尔（Teri Hatcher）——在第8集饰演露易丝·莱恩的母亲艾拉·莱恩（Ella Lane）。海切尔本人曾在《露易丝和克拉克：超人新冒险》中扮演露易丝·莱恩，并在绿箭宇宙的电视剧《女超人》中客串达星王后瑞亚（Rhea）
- 史提夫·拜尔斯（Steve Byers）——在第8集、第14集、第21集和第22集饰演达克赛德的手下狄萨德（DeSaad）
- 克里斯汀·威尔斯（Christine Willes）——在第8集、第20集、第21集和第22集扮演达克赛德的手下慈祥奶奶（Granny Goodness）
- 迈克尔·霍根（Michael Hogan）——在第9集、第11集饰演美国陆军将军史莱德·威尔森（Slade Wilson）。霍根本人是科幻剧《太空堡垒卡拉狄加》的常驻配角
- 艾琳娜·莎婷（Elena Satine）——在第9集饰演海王的妻子湄拉（Mera）